# Geo Saizescu
Geo Saizescu, né le 14 novembre 1932 à Prisăceaua et mort le 23 septembre 2013 à Bucarest, est un réalisateur, scénariste et acteur roumain. 
Il est l'auteur de plusieurs des plus gros succès du cinéma roumain, dont Păcală sorti en 1974 et Secretul lui Bachus sorti en 1984.

## Filmographie
- 1974 : Secretul lui Bachus
- 1984 : Păcală